# Herz Mariä (Diedorf)

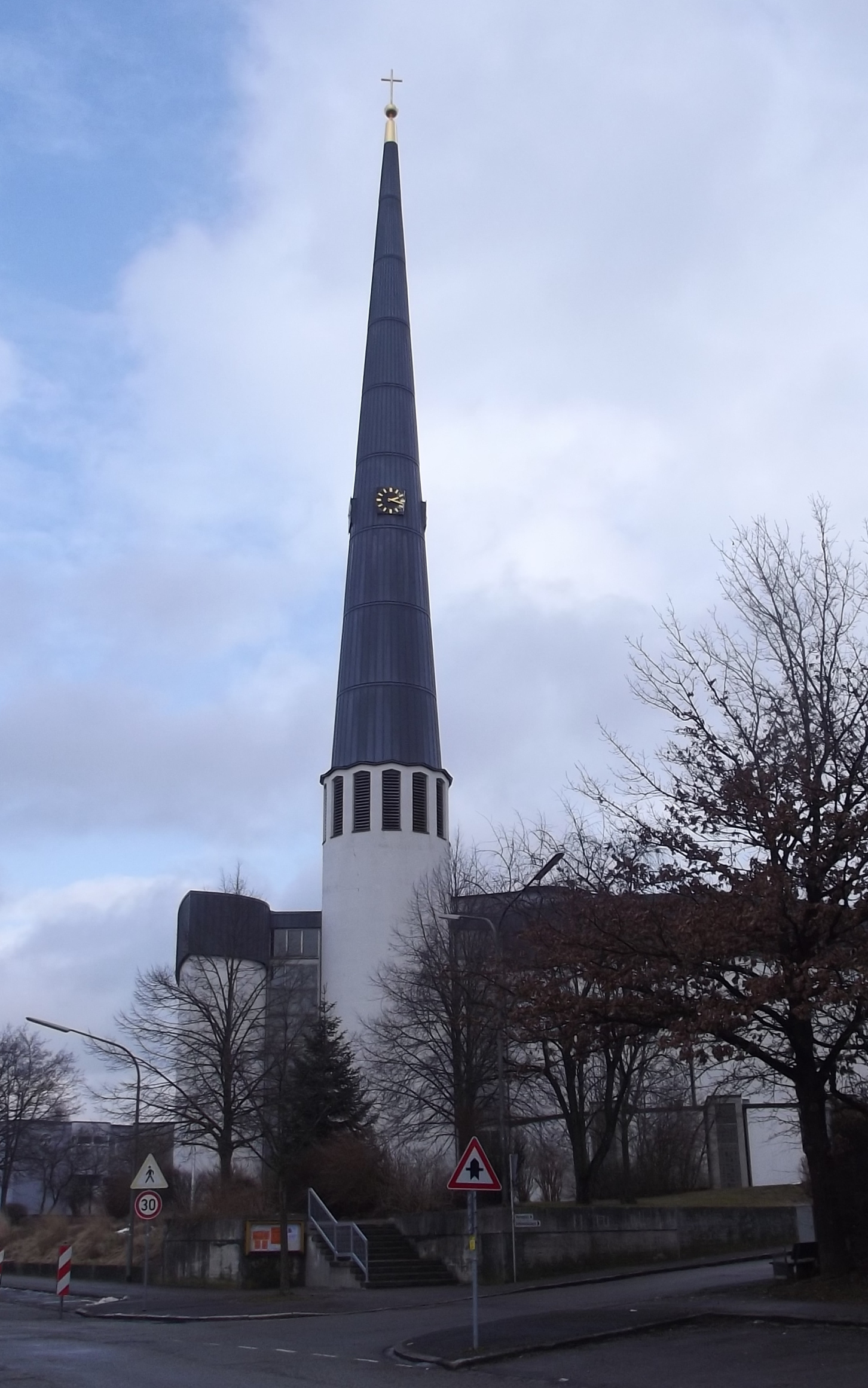
Herz-Mariä-Kirche (2012)

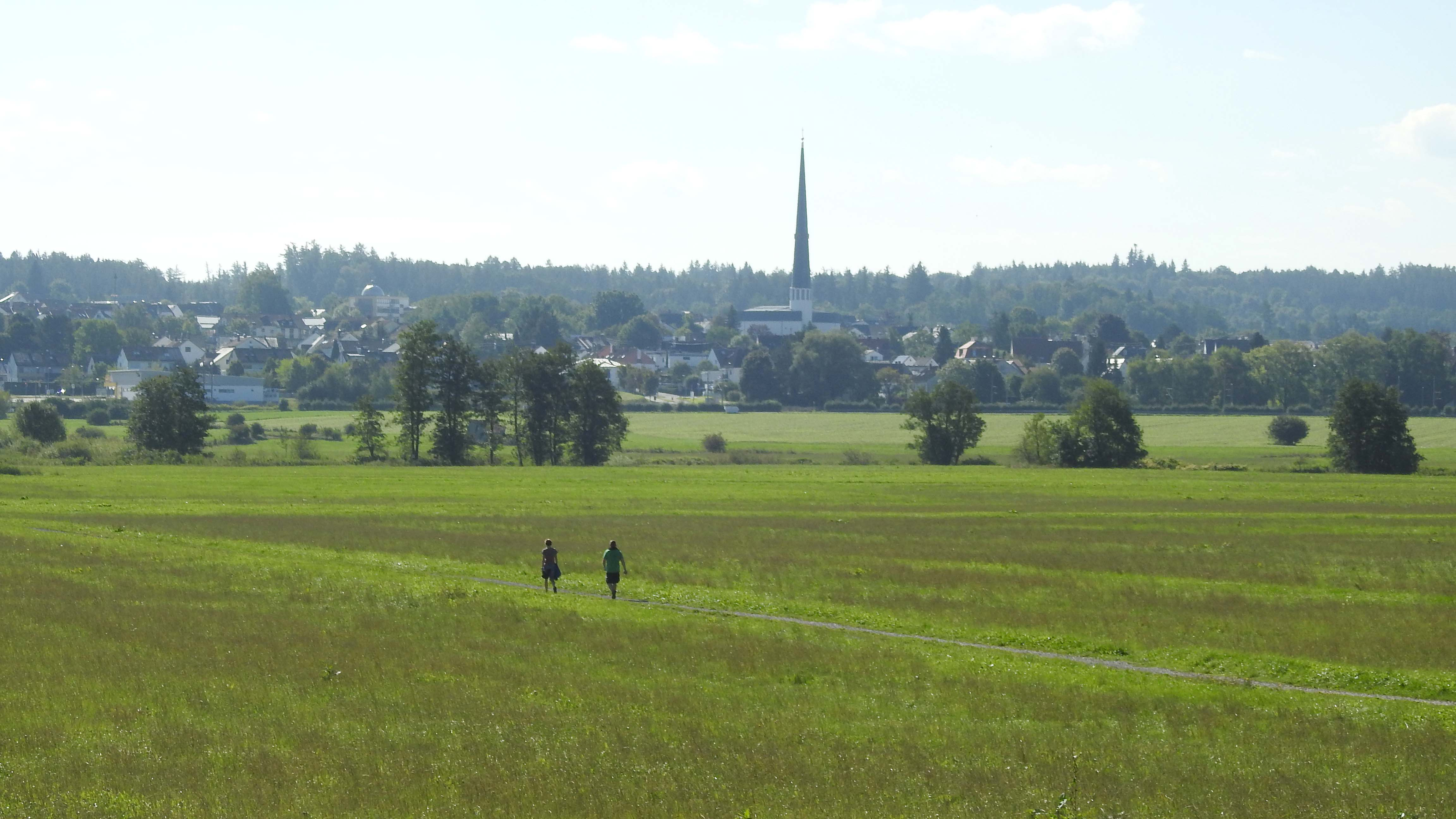
Prägung der Silhouette des Ortes

Die Kirche Herz Mariä ist die Pfarrkirche der katholischen Kirchengemeinde Herz Mariä-Diedorf in Diedorf, einer Marktgemeinde im schwäbischen Landkreis Augsburg. Sie gehört zum Dekanat Augsburg-Land des Bistums Augsburg. Das Gotteshaus ist nach dem Unbefleckten Herzen Mariä benannt und steht auf dem Grundstück Marienplatz 4.

## Geschichte
Nachdem die alte Pfarrkirche St. Bartholomäus für die schnell wachsende Kirchengemeinde zu klein geworden war, wurde die neue Herz-Mariä-Kirche nach Plänen des Mindelheimer Architekten Josef Ruf erbaut. Nach der Grundsteinlegung 1965 an dem erworbenen Gelände am Marienplatz konnte am 15. Juli 1966 das Richtfest gefeiert werden. Am 8. Oktober 1967 wurde das Kirchgebäude durch den Augsburger Bischof Josef Stimpfle eingeweiht.
Nach Architektenvorgabe wurden der Kirchturm und das Kirchendach zunächst mit unverblendetem Beton ausgeführt. Bautechnisch bedingt zeigten sich schon nach geraumer Zeit Schäden an den freiliegenden Betonelementen. Daher wurden 1990 die Turmspitze und das Flachdach mit dem angrenzenden Sichtbetonkranz mit Titanzink verkleidet. Damit veränderte sich das Aussehen der Kirche erheblich. Bei einer Prüfung 2006 wurden erhebliche statische Probleme an den Leimbindern der frei tragenden Decke festgestellt. Die Kirche wurde daher am 6. Oktober 2006 aus Sicherheitsgründen vorübergehend gesperrt und nach einer gründlichen Sanierung am 27. Mai 2007 wieder für die Öffentlichkeit freigegeben.

## Beschreibung
Ihr spitzer und mit 76 m (23 m senkrecht; 53 m Spitze) außergewöhnlich hoher Kirchturm, im Volksmund „Seelenabschussrampe“ genannt, ist weithin sichtbar und prägt mit der vierzifferblättrigen Uhr das Ortsbild von Diedorf.
Der fast runde Grundriss des Gebäudes ist dem menschlichen Herzen nachempfunden. Der massive Altar aus französischem Kalkstein erinnert an einen Felsblock; auch der Ambo ist aus Kalkstein gefertigt. Dem Ambo gegenüber befindet sich ein oben künstlerisch gestalteter Steinblock, welcher den vergoldeten Tabernakel in der Mitte trägt. Dieser und die Attribute der Marienstatue sind die einzigen farbigen Elemente in der Gestaltung, welche deutlich zur Geltung kommen und die Konzentration auf das Wesentliche schaffen. Die Marienstatue ist eine nachempfundene Steinfigur der „Maria von Fátima“ und steht auf der linken Seite.
Die hölzerne Decke wurde künstlerisch so gestaltet, dass sie je nach Standort des Betrachters im Raum die Form einer Spirale hat oder wie eine Sonne aussieht, deren Strahlen von der Mitte (über dem Altar) nach außen führen. Die Taufkapelle befindet sich mit tieferem Fußbodenniveau im Turmfuß und formt sich zum Kirchenraum hin aus den Stützen des runden Turms. Die Taufgemeinschaft versammelt sich so um den Taufstein und ist von dem großen Kirchenraum wohltuend separiert. Mit dieser Gestaltung wird der Gedanke des Baptisteriums in moderner Formensprache aufgegriffen. Vor der bautechnisch notwendigen Verblendung des Turms befand sich ein Fenster im Turmspitzenbereich, welches Tageslicht von oben auf den Taufstein lenkte.
Im sogenannten „Umgang“, der dunkel gehalten ist und den eigentlichen Kirchenraum umgibt, befinden sich an den Außenwänden 12 moderne Glasfenster mit den Namen der 12 Söhne des Stammvaters Jakob im unteren Teil und den Namen der 12 Apostel im oberen Teil jedes Fensters. Die Fenster sind in unterschiedlichen Farben gestaltet und mit Edelsteinen besetzt. Zahlreiche Fenster der Kirche wurden von Wilhelm Geyer entworfen und durch seinen Sohn Hermann Geyer ausgeführt.

## Orgel

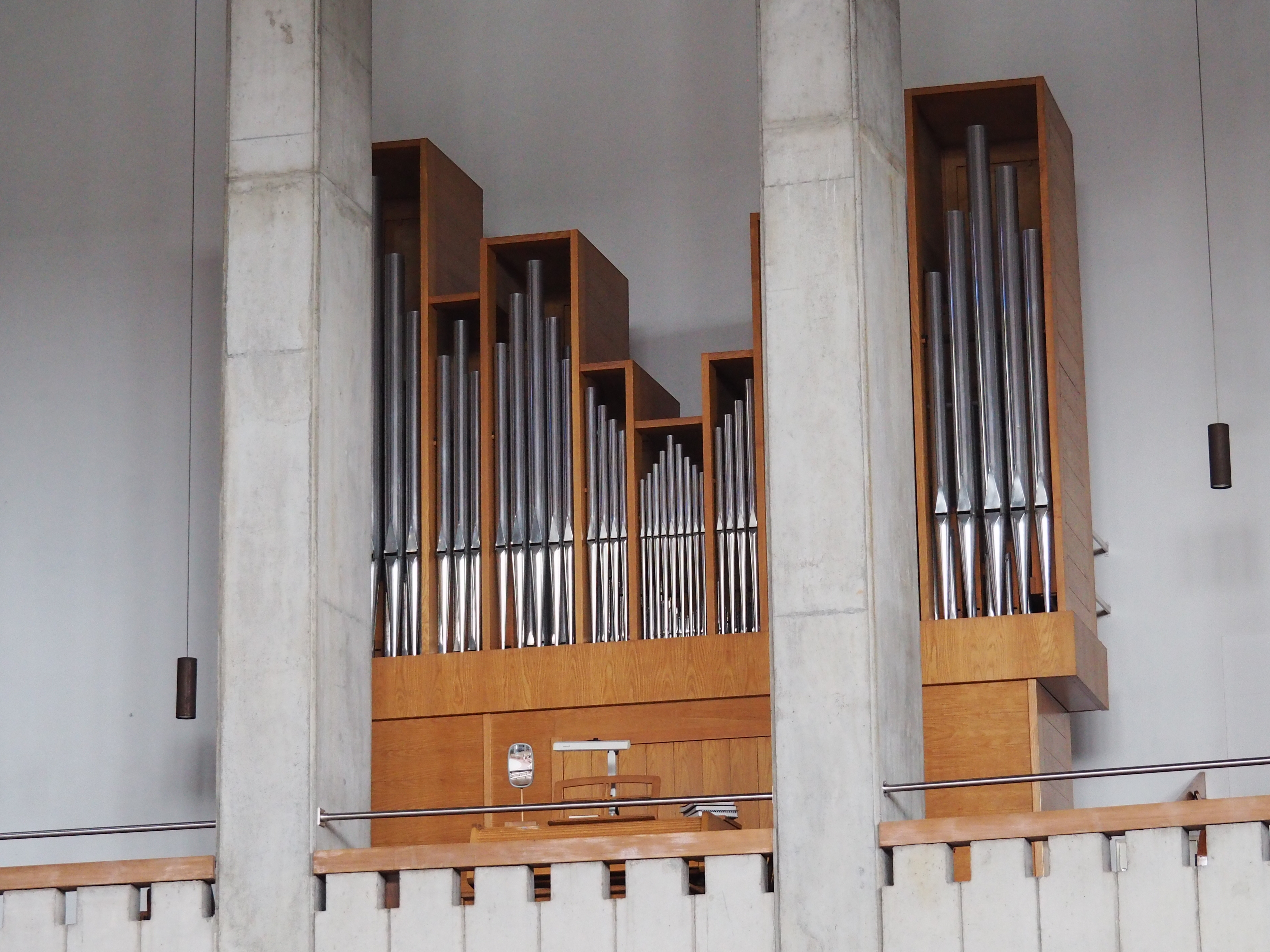
Die Offner-Orgel

Die Orgel wurde 1977 mit kombinierten Schleifladen und einem freistehenden Spieltisch von Max Offner erbaut. Sie verfügt über 22 Register, verteilt auf zwei Manualen und Pedal. Die Disposition lautet:
| I Hauptwerk C–g3 |       |
| Prinzipal        | 8′    |
| Rohrflöte        | 8′    |
| Oktave           | 4′    |
| Spitzflöte       | 4′    |
| Sesquialter II   | 2 ⁄3′ |
| Waldflöte        | 2′    |
| Mixtur IV        | 1 ⁄3′ |
| Trompete         | 8′    |

| II Schwellpositiv C–g3 |       |
| Gedeckt                | 8′    |
| Salicet                | 8′    |
| Prinzipal              | 4′    |
| Gemshorn               | 4′    |
| Oktave                 | 2′    |
| Quinte                 | 1 ⁄3′ |
| Zimbel                 | 1′    |
| Krummhorn              | 8′    |
| Tremulant              |       |

| Pedal C–f1  |       |
| Subbaß      | 16′   |
| Oktavbaß    | 08′   |
| Pommer      | 04′   |
| Schwiegel   | 02′   |
| Pedalmixtur | 2 ⁄3′ |
| Fagott      | 16′   |

- Koppeln: II/I, I/P, II/P
- Spielhilfen: eine freie Kombination, Crescendotritt, Tutti

## Glocken
Drei Kirchenglocken wurden 1967 aus der Bartholomäuskirche übernommen. Die wurden 1950 von Glockengießerei Grüninger|Benjamin Grüninger aus Neu-Ulm gegossen und stellen eine der letzten Arbeiten der Firma dar. Das heutige Geläut besteht aus den vier Glocken in der Tonfolge c1–e1–g1–a1: Rosenkranzkönigin, Patrona Bavarieae, St. Bartholomäus und  St. Leonhard. Die letzten drei genannten wurden transferiert, die erste und größte Glocke wurde 1970 von Karl Czudnochowsky aus Erding hinzugegossen. Das Geläut ist in einem Glockenstuhl aus Stahl gefertigt. Die Glocken hängen an geraden Eisenjochen. Sie erklingen aus 12 Schalllöchern in die Umgebung.